# لیگ حرفه‌ای چلنجر
لیگ حرفه‌ای چلنجر (انگلیسی: Challenger Pro League) یا لیگ دسته دوم فوتبال بلژیک دومین لیگ معتبر فوتبال در کشور بلژیک است که در سال ۲۰۱۶ بنیان‌گذاری شده و زیر نظر اتحادیه سلطنتی فوتبال بلژیک برگزار میشود.